# 切萨尼蒂
切萨尼蒂（義大利語：Cessaniti），是意大利维博瓦伦蒂亚省的一个市镇。总面积17平方公里，人口3483人，人口密度204.9人/平方公里（2009年）。